# Noralma Vera
Noralma Beatriz Vera Arrata (Guayaquil, 28 de agosto de 1936) es una bailarina de ballet, coreógrafa y maestra ecuatoriana, pionera de la danza clásica en ese país.

## Biografía
Nació en Guayaquil, como la única hija entre tres hijos varones del político, oriundo de Naranjal, Alfredo Vera Vera y de su esposa Baltita Arrata Macias, de origen siciliano. Vera Arrata proviene de una familia de intelectuales de izquierda. Su tío fue el escritor Pedro Jorge Vera; y, su hermano Alfredo Vera es asimismo político, exministro de Educación y de Interior. 
Después de finalizar su educación primaria, realizó sus estudios de bachillerato en el Colegio Nacional de Señoritas Guayaquil, en su ciudad natal. Su formación artística comenzó en 1945 en la Casa de la Cultura simultáneamente a su educación académica. 
En febrero de 1957 viajó a Londres, gracias a una beca, para perfeccionarse en el Royal Ballet por un año. Para ese entonces ya era una figura prominente y su partida fue publicitada en los medios. En 1958 estudió en París con el profesor Victor Gzovsky y bailó en el Ballet de Jeanine Charrat hasta 1960.  Después viajó a La Habana, donde trabajó con Alicia Alonso hasta 1968.
En 1968 presentó Afirmación, una obra de danza moderna con música de Carlos Cháves. Su interés por esta forma de expresión la llevaría a prepararse en 1972 en la escuela Martha Graham Dance School de Nueva York  para introducir la técnica Graham de danza contemporánea en Ecuador. En 1979 continuó su formación en el Centro Superior de la Escuela de Bellas Artes de México.
Desde 1968 hasta 1973 Noralma Vera dirigió la Escuela de Ballet de la Casa de la Cultura Ecuatoriana, en Quito. En 1974-1977 fue cofundadora  y directora del Instituto Nacional de Danza. La Compañía Nacional de Danza fue creada el 7 de junio de 1976 en Quito y Noralma Vera fue elegida parte de la comisión directiva.
En 1978 fundó su propia Compañía de ballet y una academia en su ciudad natal. Después de retirarse de la danza activa, Vera trabajó como diplomática del Ecuador en México y en Cuba.

## Matrimonio
Contrajo nupcias en 1959 con el pintor Patricio Cueva.

## Premios
- Distinción al Mérito Artístico (1955)[3]
- Premio Latinoamericano de Ballet (1956)
- Reconocimiento al Mérito Artístico, Subsecretaria de Cultura (1994)